# Krajk
Krajk en albanais et Krajk en serbe latin (en serbe cyrillique : Крајк) est une localité du Kosovo située dans la commune/municipalité de Prizren et dans le district de Prizren/Prizren. Selon le recensement kosovar de 2011, elle compte 1 676 habitants, tous albanais.
Krajk est également connu sous le nom albanais de Krajkë.

## Démographie

### Évolution historique de la population dans la localité
| 1948 | 1953 | 1961 | 1971 | 1981 | 1991  | 2011  |
| ---- | ---- | ---- | ---- | ---- | ----- | ----- |
| 450  | 424  | 468  | 616  | 948  | 1 274 | 1 676 |

|  |